# Kean (film fra 1910)
 For alternative betydninger, se Kean. (Se også artikler, som begynder med Kean)
Kean er en dansk stum dramafilm fra 1910 produceret af Nordisk Films Kompagni. Filmens hovedrolle som Kean Pax spilles af Martinius Nielsen. Filmen er instrueret af Holger Rasmussen, der havde overtaget stillingen som kunstnerisk direktør på Nordisk efter Viggo Larsen. Filmen er løst baseret på Alexandre Dumas' skuespil af samme navn fra 1838. 
Filmhistoriker Marguerite Engberg anfører i Dansk Stumfilm I (1977), at Nordisk Film og dets direktør Ole Olsen havde haft store forhåbninger til Holger Rasmussen som kunstnerisk direktør, men at Rasmussen skuffede. Om filmen anfører Marguerite Engberg: "Skal man dømme efter det lille brudstykke, der er bevaret af ’Kean’, en prestigefilm, instrueret af Rasmussen og med Martinius Nielsen i hovedrollen, må man slutte, at hans instruktion betegnede et tilbageskridt; filmen virker primitiv og stiv, med skuespillere, der kommer ind og ud af døre, som på en teaterscene." Filmen modtog dog positive anmeldelser i USA, hvor The Moving Picture World roste filmen, og anførte, at "ingen biografdirektør fejler, hvis han inkluderer filmen i sit program".
Filmen havde dansk biografpremiere den 28. april 1910 i Royal-Biografen og i Biografen på Gl. Kongevej 100. Den blev distribueret i tysktalende lande som Kean oder Der Schauspieler und der Prinz og i engelsktalende lande som Kean.
Filmen er delvist bevaret. 

## Handling
Den feterede skuespiller Kean begår sig ubesværet i alle samfundslag i 1830'ernes London. Han er til selskab hos grever og prinser den ene aften og hygger sig med de fattige kunstnere på byens knejper den næste. En række forelskelser på kryds og tværs driver ham ud i et kompliceret kærlighedsdrama.

## Medvirkende
- Martinius Nielsen - Kean
- Einar Zangenberg - Prinsen af Wales
- August Blom - Grev Kofeld
- Agnes Nyrop Christensen - Grevinden
- Thilda Fønss - Anna Damby
- Oscar Stribolt - Kroværten
- Christian Schrøder - Regissør
- Otto Lagoni
- Paul Welander
- Axel Boesen
- Valdemar Schiøler Linck
- Lauritz Olsen
- Svend Cathala
- Alfi Zangenberg
- Edmund Østerby
- Charlotte Sannom
- Edvard Jacobsen
- Rigmor Jerichau
- Anton Seitzberg
- Gustav Lund
- Victor Fabian